# 浜平温泉
浜平温泉（はまだいらおんせん）は群馬県多野郡上野村にある温泉。ここでは前身である浜平鉱泉についても述べる。

## 概要
群馬県の山奥にあり、上野村唯一の日帰り温泉施設「浜平温泉しおじの湯」が存在する。源泉温度は低温だが、メタケイ酸含有量が温泉法の限界値以上であるため「温泉」に該当する。旧源泉は扱い上も「鉱泉」であった。

## 温泉街

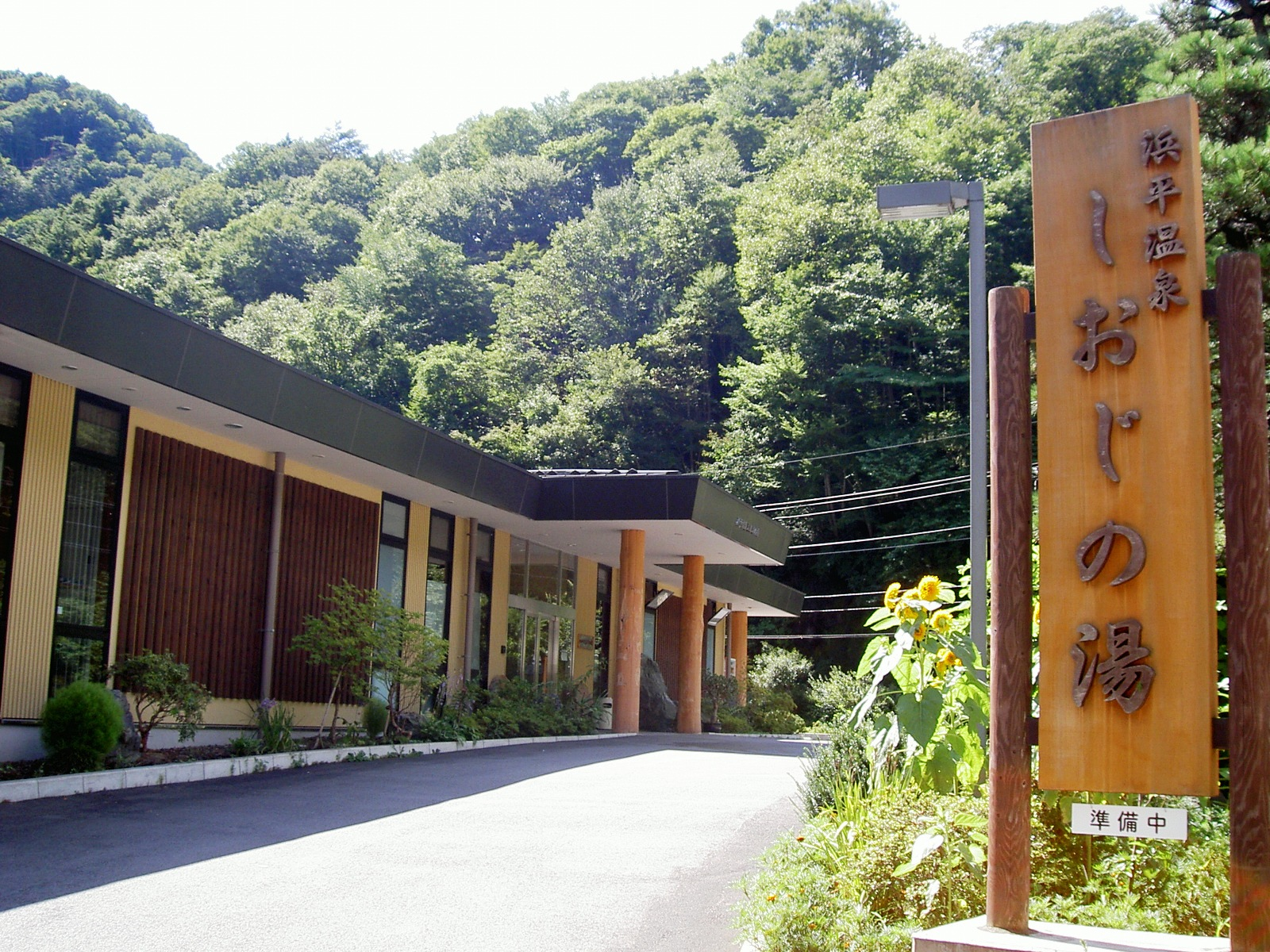
浜平温泉しおじの湯入口

前述の「しおじの湯」およびそれに付属する宿泊施設「木森れ陽」が存在する。

## 歴史
「浜平鉱泉」の起源は不明。1軒宿の「奥多野館」があったが1996年に廃業した。
浜平鉱泉の源泉を引湯し、2006年4月24日に「しおじの湯」が開業した。また、その頃に新たに湯ノ沢源泉が掘削された。浜平鉱泉の湯量が少ないためか、当初は混合を行っていた。
2024年現在では旧鉱泉は廃湯とされている。

## 効能
「美肌の湯」といわれるほか、筋肉痛、くじき、冷え症、疲労回復などに効能がある。

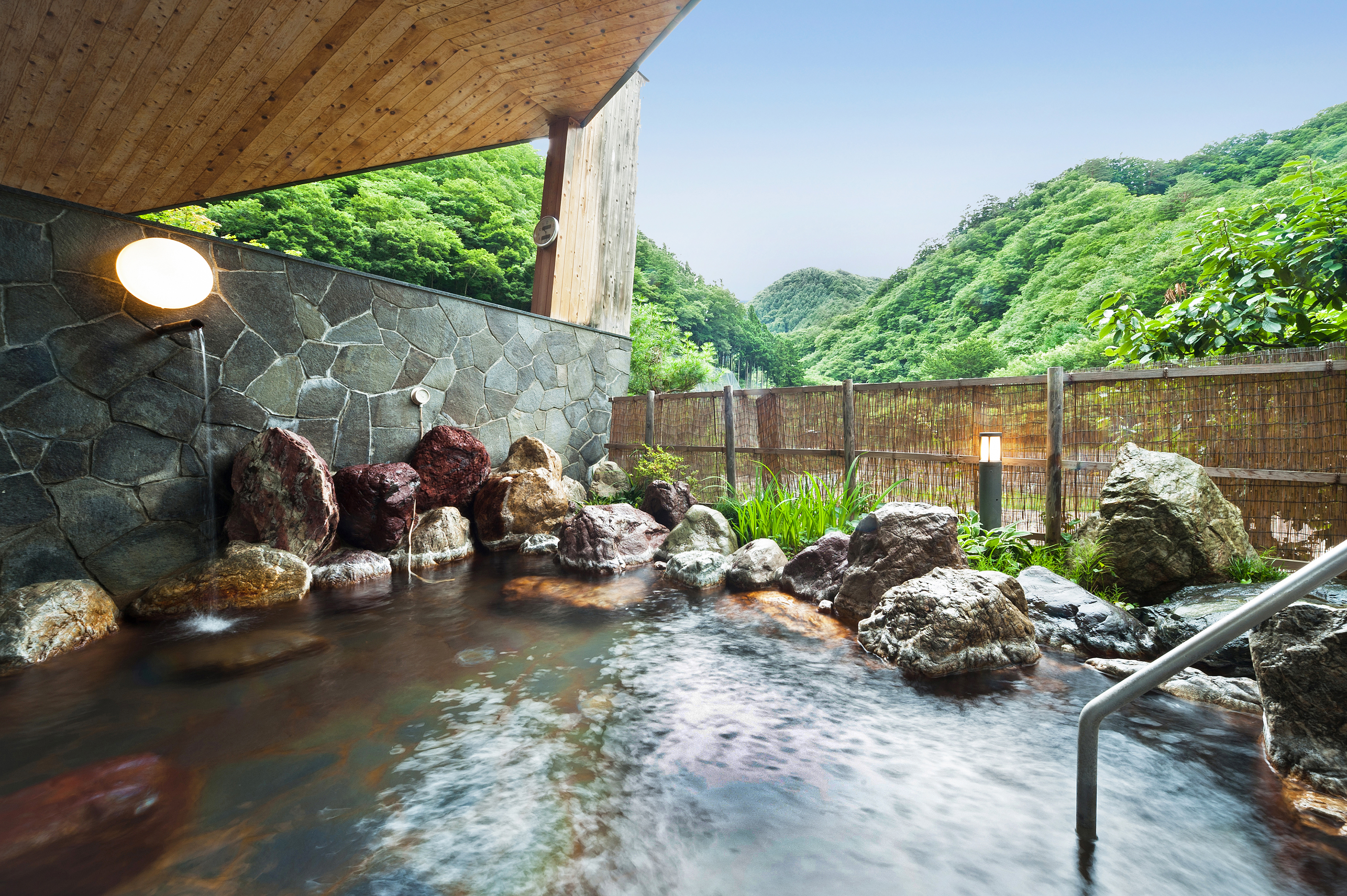
露天風呂
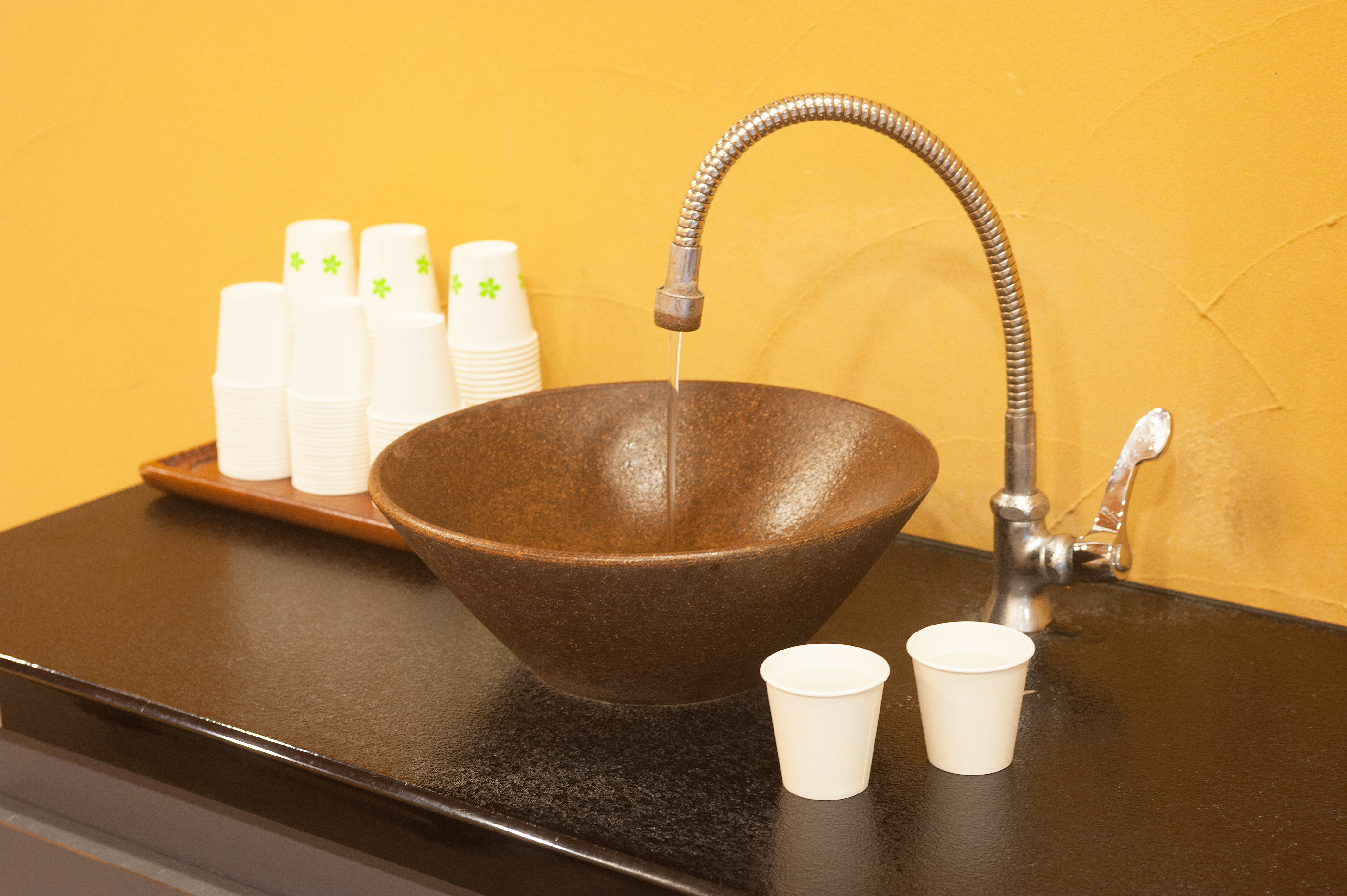
飲泉場

## アクセス
上野ダム#観光とアクセスを参照。